# Ký sinh bắt buộc
Một ký sinh trùng bắt buộc (tiếng Anh: obligate parasite) hoặc holoparasit là một sinh vật kí sinh mà nó không thể hoàn thành chu trình sống của mình nếu không khai thác được dưỡng chất từ vật chủ phù hợp .
Một ký sinh trùng bắt buộc nếu không tìm đến được một vật chủ thì nó sẽ không thể sinh sản. Điều này trái ngược với ký sinh tùy ý (facultative), có thể hoạt động như một ký sinh trùng nhưng có thể không dựa vào vật chủ của nó để tiếp tục chu trình sống của mình. Ký sinh trùng bắt buộc vì thế đã phát triển một loạt các chiến lược ký sinh để tìm đến và khai thác vật chủ của chúng.
Nói chung điều có lợi cho ký sinh trùng là sự bảo vệ sức khoẻ của vật chủ khi nó phù hợp với các yêu cầu về dinh dưỡng và sinh sản của chúng. Tuy nhiên loại trừ ra là trường hợp cái chết của vật chủ là cần thiết cho sự phát tán của thể ký sinh .

## Các loài
Ký sinh bắt buộc được thể hiện trong một loạt các sinh vật, như virus, vi khuẩn, nấm, thực vật và động vật. Chúng không thể hoàn thành sự phát triển của chúng, mà không đi qua ít nhất một chu trình ký sinh cần thiết cho chu kỳ sống của chúng .
Cho dù người ta coi virus là sinh vật sống hay không, chúng không thể sinh sản bên ngoài các nguồn lực trong các tế bào sống, và do đó, thuận tiện và thông thường coi chúng như là ký sinh trùng nội bào bắt buộc .
Trong họ ong đa dạng Vespidae, Vespula austriaca là một ví dụ về ký sinh bắt buộc. Vật chủ chung của chúng là Vespula acadica . Trong chi Bombus, B. bohemicus là ký sinh bắt buộc của B. locurum, B. cryptarum, và B. terrestris .